# Enoplus erythrophthalmus
Enoplus erythrophthalmus is een rondwormensoort uit de familie van de Enoplidae.